# Askia Ishaq II
Askia Ishaq II, également connu sous le nom d'Askia Isḥāq Zughrānī, est le souverain de l'Empire Songhaï de 1588 à 1591. Il commande la force Songhaï à la bataille de Tondibi, où il est vaincu par les forces saadiennes du Maroc qui détruisent l'empire.

## Biographie

### Jeunesse et ascension au pouvoir
Ishaq est le fils d'Askia Daoud et d'une concubine Zughrani de la région du Moyen Niger. Il est le premier fils né de Daoud après son accession au pouvoir en 1549. 
Ishaq arrive au pouvoir à la mort de son frère Askia Muhammad Bani, tandis qu'un autre frère, le Balma'a (gouverneur militaire de Kabara), s'avance vers Gao avec une armée rebelle. Après avoir découvert le corps du défunt Askia, des courtisans eunuques conspirent pour que Bengafarma Mahmud Ismaïl prenne la couronne, mais un autre esclave royal prévient Ishaq, l'aîné des fils d'Askia Daoud présent ce jour-là. Lui et ses partisans encerclèrent les conspirateurs et il est proclamé Askia le 10 avril.
Avant d'engager l'armée rebelle, Ishaq a attiré deux neveux qui avaient soutenu les Balma'a. Lorsque la bataille éclate, vers le 20 avril 1588, la cavalerie touarègue d'Ishaq se révèle décisive. Les rebelles sont vaincus, et Balma'a s'enfuit d'abord vers Tombouctou puis vers Tindirma, où il est capturé et tué.

### Règne
Bien qu'Ishaq soit victorieux, l'armée avait perdu des effectifs et des dirigeants importants dans les purges effectuées par les précédents Askias. Au cours de son règne de trois ans, Ishaq continue sa campagne, marchant à deux reprises dans la région de Gourma au sud du fleuve Niger. Malgré sa purge brutale des chefs rebelles, il est réputé pour être gentil, honnête, généreux et populaire auprès des habitants de Gao.
Ishaq n’a pas eu l’occasion de stabiliser à nouveau l’empire. Un esclave royal emprisonné dans la mine de sel de Teghazza, s'échappe à Marrakech et fait part au sultan Ahmad Ier al-Mansur Saadi de la fracture et de l'affaiblissement des Songhaï. Al-Mansur envoie une lettre en décembre 1589 exigeant les revenus de Teghazza à laquelle Ishaq répond par des menaces. Cela ne parvient pas à dissuader les Marocains d'envoyer une puissante force de mousquetaires pour envahir l'empire Songhaï.

### Guerre avec le Maroc
La force de 4 000 hommes sous le commandement de Judar Pacha traverse le désert du Sahara et arrive sur le Niger le 28 février 1591. Bien qu'Ishaq ait rassemblé plus de 40 000 soldats pour affronter les Marocains, son armée est défaite lors de la bataille de Tondibi en mars 1591. Ishaq fait évacuer la capitale de Gao, que Judar s'empare bientôt et pille, ainsi que les cités commerciales de Tombouctou et de Djenné. Les Askia demandent la paix, mais en réponse, al-Mansur envoie des renforts et remplace Judar par un commandant plus agressif, instaurant le Pachalik de Tombouctou.
Le Pacha Maḥmūd vainc à nouveau les Songhaïs à la bataille de Zanzan le 14 octobre, forçant Ishaq à fuir vers Dendi, où il est bientôt déposé et envoyé en exil à Gurma. Il tente de trouver refuge dans la ville de Bilanga, l'une des villes contre lesquelles il avait fait campagne pendant son règne, et est tué en avril 1592 par une foule vengeresse.